# Kim Ji-ha
Dans ce nom coréen, le nom de famille, Kim, précède le nom personnel.
Pour les articles homonymes, voir Kim.
Kim Ji-ha (en coréen : 김지하), né le 4 février 1941 à Mokpo dans la province de Jeolla du Sud et mort le 8 mai 2022 à Wonju dans la province de Gangwon, est un poète et dramaturge sud-coréen.

## Biographie
Kim Ji-ha est né le 4 février 1941 à Mokpo dans la province du Jeolla du Sud, sous le nom de Kim Yŏng-il (en coréen : 김영일 ; RR : Gim Yeong-il). Il est diplômé de l'université nationale de Séoul en esthétique. En mars 1963, sous le nom de Kim Ji-ha, il publie le poème Jeonyeok iyagi (« Jardin nocturne ») dans la revue littéraire Mokpo munhak. Il fait ses débuts littéraires officiellement en 1969.
Il fut un opposant au régime militaire de Park Chung-hee en Corée du Sud. Il choisit le prénom Ji-ha car il signifie « les souterrains » en coréen. Après avoir accusé le régime d'obtenir de faux témoignages sous la torture, il fut condamné à mort, condamnation qui fut modifiée en peine de prison à perpétuité, avant d'être finalement gracié sous la pression populaire. En 1974, il réitère ses accusations de torture vis-à-vis du gouvernement notamment dans le incidents du parti révolutionnaire du peuple (ko) : il fut alors emprisonné et condamné à perpétuité. En tant que catholique, il compare régulièrement les souffrances du peuple coréen à celles de Jésus-Christ.

## Œuvre
De son premier recueil de poèmes, Hwangto (« La terre jaune »), jusqu'à son recueil de poèmes lyriques Byeolbateul Ureoreumyeo (« En regardant là-haut, le champ d'étoiles »), Kim Ji-ha a publié un large éventail de récits allant de la narration pure jusqu'à la poésie lyrique, en passant par des ballades, du théâtre ou de la prose. Son œuvre recouvre aussi des thèmes à la fois religieux et philosophiques.
La majorité de ses poèmes sont satiriques, présentant des critiques de la société. Dans La terre jaune (Hwangto) et Avec une soif brûlante (Taneun mokmareumeuro), il offre une critique du monde qui l'entoure à travers une poésie lyrique. Dans des ballades comme Cinq bandits (Ojeok) ou Rumeurs infondées, il utilise le rythme du pansori (long poème lyrique chanté de manière traditionnelle) avec parfois d'obscurs caractères chinois pour pointer du doigt les méfaits et la corruption des hommes au pouvoir. Le rythme du pansori est présent aussi dans Un cumulus dans ces jours de sécheresse (I gamun nare bigureum), un recueil de poèmes narratifs qui mettent en lumière la vie et la mort de Choi Je-u. Contrairement à ses premiers poèmes, son recueil Ærine (Aerin) se concentre plus sur le thème de l'amour romantique, œuvre qui marquera un tournant dans sa carrière. Ses œuvres Regardant là-haut, le champ d'étoiles (Byeolbateul Ureoreumyeo) et Le tourment du centre (Jungsimui goero-um) dévoilent sa volonté de peindre les monologues intérieurs des individus avec le plus grand lyrisme. Ces derniers travaux révèlent aussi l'attachement de l'auteur au romantisme, se focalisant sur l'amour de la nature, plutôt que de transmettre une critique de la société comme dans ses premières œuvres.
Durant les années 1980, sa poésie a connu un autre tournant : alors que la plupart des artistes se focalisaient sur une écriture engagée face au gouvernement militaire, il développa une poésie plus rafraîchissante et légère sur le quotidien de ses semblables.
Dans sa pièce de théâtre Jésus couronné d'or (Geumgwanui yesu), un lépreux, la classe la plus basse en Corée, part à la rencontre de Jésus en prison ; Jésus lui dit alors de l'aider à se libérer. En aidant les gens défavorisés, Jésus obtient la libération.

## Distinctions
- 1975 : Prix de littérature Lotus[5]
- 1981 : Prix du grand poète à la Conférence internationale de la poésie[2]
- 1981 : Prix Bruno-Kreisky
- 2002 : Prix Daesan
- 2002 : Prix Jeong Ji-yong[6]
- 2003 : Prix Gongcho
- 2006 : Prix Manhae

## Publications (sélection)
- 황토 Chemin de terre jaune, 타는 목마름으로 La soif brûlante, 남 Le sud
- 애린 1, 2 Ærine 1, 2
- 검은 산 하얀 방 Montagne noire, chambre blanche
- 이 가문 날에 비구름 Un cumulus dans ces jours de sécheresse
- 나의 어머니 Ma mère
- 별밭을 우러르며 Regardant là-haut, le champ d'étoiles
- 중심의 괴로움 Le tourment du centre
- 밥 Du riz
- 남녘땅 뱃노래 Chansons de marins dans la terre du sud, et 살림 Gagne-pain
- Éclosion, traduit du coréen par Choi Kwon Gang et Charles Juliet, éditions Voix d'encre, 2006